# Roaming Shores, Ohio
Roaming Shores là một làng thuộc quận Ashtabula, tiểu bang Ohio, Hoa Kỳ. Năm 2010, dân số của làng này là 1508 người.

## Dân số
- Dân số năm 2000: 1239 người.
- Dân số năm 2010: 1508 người.